# Antonio María de Parga y Puga
Antonio María de Paga y Puga (Santo Tomé de Vilacoba, Abegondo, 14 de junio de 1780 – Santiago de Compostela, 25 de octubre de 1825) fue un militar y político español, diputado en representación de Santiago de Compostela en las Cortes de Cádiz.

## Biografía
Hijo de Antonio de Parga y Pérez de Pazos y de Francisca de Puga y Flores de Cancio, pertenecía a una importante familia hidalga, señores del Pazo de Santo Tomé de Vilacoba. Su hermano Jacobo María de Parga fue en 1820 ministro de la Gobernación del Reino, además de presidente de la Junta de Fomento de la Riqueza del Reino de Galicia y miembro fundador de la Real Academia de Ciencias Exactas, Físicas y Naturales. Antonio María de Parga casó en 1811 con Manuela González de León y tuvieron tres hijos: Antonio Vicente, Gonzalo María y Jacoba María.
En 1797 ingresó en la Real Compañía de Guarda Marinas de Ferrol formalizando su asiento como caballero guardiamarina en 1799. Permaneció en la Real Armada hasta el año 1807 en el que, por problemas de salud, dejó el servicio con el grado de Alférez de Navío.
Diputado por el Reino de Galicia, representando la provincia de Santiago de Compostela, en las Cortes Generales y Extraordinarias (1810- 1813), Antonio María de Parga fue elegido el día 28 de febrero de 1810 por los veintiún electores correspondientes, según la Instrucción de 1 de enero. Se le otorgó su poder el 2 de marzo, siendo aprobado por la comisión de Poderes el 18 de septiembre de 1810. Antonio María de Parga formó parte de la comisión de Premios de las Cortes Generales y fue uno de los firmantes de la Constitución de Cádiz de 1812.  
Tras su experiencia como diputado a Cortes, el 30 de mayo de 1813 fue nombrado Tesorero de las Reales Ejércitos con servicio en la Plaza de Ceuta; allí permaneció hasta febrero de 1815, año en el que pasó a regir la Tesorería del Reino de Galicia, con sede en La Coruña, en cuyo alto cargo se mantuvo hasta su muerte en 1825.
Como premio a sus numerosos méritos, el 6 de agosto de 1816, el rey Fernando VII le concedió la cruz de caballero de la Orden de Carlos III.